# Крейвен, Уильям, 5-й граф Крейвен
Уильям Джордж Брэдли Крейвен, 5-й граф Крейвен (англ. William George Robert Craven, 4th Earl of Craven; 31 июля 1897 — 15 сентября 1932) — британский пэр. Он носил титул учтивости — виконт Аффингтон с 1911 по 1921 год.

## Происхождение и образование
Крэйвен родился 31 июля 1897 года в Эбби-Комб, графство Уорикшир. Он был крещен архиепископом Йоркским 27 августа 1897 года . Единственный сын Уильяма Крейвена, 4-го графа Крейвена (1868—1921) , и его американской жены Корнелии Мартин (1877—1961).
Уильям Крейвен получил образование в Итонском колледже.

## Карьера
Уильям Крейвен «достиг совершеннолетия в 1918 году, когда его отец выплатил все существовавшие на тот момент долги», но к сентябрю 1919 года он стал банкротом с «необеспеченными обязательствами» в размере 13 610 фунтов стерлингов и активами всего в 302 фунта стерлингов. Он унаследовал графский титул в возрасте 23 лет после случайной гибели своего отца Уильяма Крейвена, 4-го графа Крейвена, 9 июля 1921 года.
Лорд Крейвен служил во время Первой мировой войны в звании лейтенанта 3-го батальона Королевского Хэмпширского полка и был ранен в бою, потеряв ногу и получив серьёзную травму руки.

## Личная жизнь
14 октября 1911 года, получив титул виконта Аффингтона, он женился на Мэри Уильямине Джордж (? — 1974), дочери Уильяма Джорджа, городского клерка Инвергордона. У супругов родился один сын:
- Уильям Роберт Брэдли Крейвен, 6-й граф Крейвен (8 сентября 1917 — 27 января 1965)[7].

В 1922 году, вскоре после унаследования графства, лорд Крейвен был назван в иске о разводе между Джорджем Кэткартом, 5-м графом Кэткартом, и леди Кэткарт, Верой Эстель Уортер. Лорд Кэткарт получил «указ о расторжении его брака с леди Кэткарт после того, как были представлены доказательства её связи с графом Крейвеном». Через восемнадцать месяцев после развода графиня Кэткарт сбежала в Южную Африку с лордом Крейвеном. В 1925 году леди Крэйвен подала в суд на графа о разводе и назвала Веру, графиню Кэткарт, женщиной по вызову . В 1926 году лорд Крэйвен и леди Кэткарт снова оказались в центре споров по прибытии в США . «Пока графиня содержалась под стражей на острове Эллис, был выдан ордер на его арест, но он уехал в Канаду вовремя, чтобы предотвратить его вручение. Его жена присоединилась к нему в Канаде, и они вместе уехали на Бермудские острова» , при этом лорд Крейвен отрицает, что он когда-либо был «виновен в какой-либо моральной распущенности».

## Смерть
Лорд Крейвен скончался 15 сентября 1932 года от перитонита в По, Франция, в возрасте 35 лет . После его смерти ему наследовал его сын Уильям Роберт Брэдли Крейвен, 6-й граф Крейвен. Граф и графиня остались в браке, и она пережила его на 42 года и умерла в 1974 году.